# وینایا ویدهیا راما
وینایا ویدهیا راما 
(به تلوگویی: Vinaya Vidheya Rama) فیلمی محصول سال ۲۰۱۹ و به کارگردانی بویاپاتی سرینو است. در این فیلم بازیگرانی همچون رام چاران، کیارا ادوانی، ویوک اوبروی، پراشانت، سنها، موکش ریشی، ماهش مانجرکار و ایشا گوپتا ایفای نقش کرده‌اند.